# Ectoedemia nyssaefoliella
Ectoedemia nyssaefoliella là một loài bướm đêm thuộc họ Nepticulidae. Nó được tìm thấy ở Kentucky, Ohio và North Carolina.

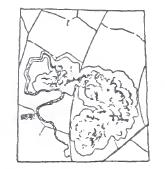
Mine

Sải cánh dài 4.5–6 mm. There are two or three generations per year. The larvae of the first generation become full-grown in tháng 6.
Ấu trùng ăn Nyssa sylvatica. Chúng ăn lá nơi chúng làm tổ. 